# Потенца
Поте́нца (итал. Potenza МФА: [poˈtɛntsa]о файле, неап. Putènza [pu'tenʣə], местн. Putenz) — город в итальянской области Базиликата. Административный центр одноимённой провинции. Первый город в области по численности населения и одиннадцатый по площади.
Покровителем города считается св. Джерардо. Праздник города отмечается 30 мая.
Потенца — один из немногих итальянских городов, удостоенных двух золотых медалей: первой в 1898 году как достойный город национального Рисорджименто, вторая золотая медаль была дана городу за гражданские заслуги в 2005 году .

## История
Античность
Согласно Страбону и Плинию Старшему, Потентия (Potentia) — один из древнейших свободных городов Лукании. Первое поселение, вероятно, располагалось ниже, чем сегодня, около 10 км южнее современной Потенцы.
Жители города воевали против врагов Рима во время войн, которые республика вела против самнитов и бруттиев. Подчинённая в IV веке до н. э. (позже получила статус муниципия), Потентия восстала после поражения римлян в битве при Каннах в 216 году до н. э. Однако битва при Метавре в 207 году до н. э. положила конец надеждам Карфагена на завоевание Италии, и Потентия снова была завоёвана Римом, получив статус военного поселения.
Средние века
В VI веке город перешёл во владение герцогства Беневенто. Сарацины достигли города, до завоевания норманнами юга Италии. В XII веке Потенца стала епископальной епархией. В 1137 году в городе побывали римский папа Иннокентий II и император Священной Римской империи Лотарь II во время неудачного похода в Италию. В 1148 или 1149 году в Потенце король Сицилийского королевства Рожер II принимал французского короля Людовика VII после успешных действий сицилийского флота против сарацинов. После разграбления Потенцы императором Фридрихом II город попал под власть Штауфенов. В результате он был почти полностью уничтожен Карлом I Анжуйским во время завоевания им Сицилийского королевства. Землетрясение 18 декабря 1273 года ещё сильнее разрушило город.
Новое время
В следующие годы город переживал спокойные времена под властью различных феодальных правителей. Потенца была местом бунтов против испанского владычества. В 1694 году город был почти полностью уничтожен землетрясением.
После провозглашения в 1799 году Партенопейской республики Потенца была одним из городов, восставших против власти короля. После временного владычества Бурбонов Потенца в 1806 году была завоёвана армией Наполеона I и объявлена столицей Базаликаты. Неаполитанский король Иоахим Мюрат улучшил условия жизни и управление городом. В 1848 году в Потенце начался бунт, подавленный Бурбонами. В 1857 году произошло третье разрушительное землетрясение. В 1860 году, во времена борьбы Джузеппе Гарибальди за объединение Италии, Потенца снова восстала.
В сентябре 1943 года город подвергся бомбардировке войсками союзников при освобождении Италии от фашистских войск. В 1980 году произошло очередное сильное землетрясение.

## Экономика
Потенца — важный промышленный и сельскохозяйственный город в области Базиликата. Пищевая (виноделие, сыроделие), обувная, лесная промышленность. Промышленное развитие города постепенно замедляется в связи с перемещением производства в близлежащую индустриальную зону в коммуне Тито. Потенца — железнодорожный узел.

## Города-побратимы
- Денвер, США
- Фокшаны, Румыния
- Осуна, Испания
- Аматриче, Италия

## Достопримечательности
- Сам по себе город расположен на сильной возвышенности так, что часть домов находится практически на вершине горы. Улицы настолько крутые, что некоторые из них имеют наклон в 60 градусов. При облачной погоде создаётся впечатление, что тучи цепляются за город, что само по себе достойно быть достопримечательностью.

- Кафедральный собор (Duomo). Реконструирован в XVIII веке. Архитектура: круглые резные окна, апсида XII века. Собор посвящён покровителю города.
- Церковь Сан-Франческо (Chiesa di San Francesco). Основана в 1274 году. Находится на площади Марио Пагано (Piazza Mario Pagano). Главный вход и колокольня датируются XV веком. В церкви находится гробница De Grasis и статуя Мадонны (XIII век).
- Torre Guevara — остатки старого замка. Используются для художественных выставок.
- Палаццо Лоффредо (Palazzo Loffredo). Бывшая резиденция знати. Построена по заказу семьи Лоффредо около 1610 года. Сейчас во дворце располагается Национальный археологический музей области Базиликата (Museo Archeologico Nazionale di Basilicata «Dinu Adamesteanu»).
- Романская церковь Сан-Микеле (Chiesa romanica di San Michele) XI—XII веков.
- Церковь Санта-Мария-дель-Сеполькро (Chiesa di Santa Maria del Sepolcro).
- Развалины римской виллы в квартале Poggio Tre Galli.
- В окрестностях города расположены пастбища, луга, виноградники. Поскольку местность гористая, то, проезжая по шоссе, можно насладиться удивительным пейзажем возвышенностей и впадин, маленькими деревеньками, имеющими как исторические постройки, так и современные строения.